# Chân Nguyên
Chân Nguyên (1647 - 1726), còn có pháp danh là Tuệ Đăng; là một thiền sư Việt Nam, thuộc phái Lâm Tế đời thứ 36; và là người khôi phục lại thiền phái Trúc Lâm đời Trần ở Đàng Ngoài .

## Thân thế và đạo nghiệp
Sư là người họ Nguyễn tên Nghiêm, tên chữ là Đình Lân, sinh ngày 11 tháng 9 năm Đinh Hợi (1647) ở tại làng Tiền Liệt, huyện Thanh Hà, tỉnh Hải Dương. Không rõ cha của sư là ai, chỉ biết mẹ của sư là một người họ Phạm .
Lớn lên, sư theo học với cậu là một Giám sinh (học sinh trường Quốc Tử Giám). Sư rất thông minh, hạ bút là thành văn. Năm 16 tuổi, sư đọc quyển Tam Tổ Thực Lục, đến Tổ thứ ba là Huyền Quang liền tỉnh ngộ nói: "Cổ nhân ngày xưa dọc ngang lừng lẫy mà còn chán sự công danh, huống ta là một chú học trò", rồi phát nguyện đi tu .
Năm 19 tuổi, sư lên chùa Hoa Yên trên núi Yên Tử (Quảng Ninh), xin xuất gia với Thiền sư Tuệ Nguyệt (Chân Trú), và được đặt pháp danh là Tuệ Đăng.
Ít lâu sau, Thiền sư Tuệ Nguyệt viên tịch. Sư cùng bạn đồng tu là Như Niệm phát nguyện tu hạnh đầu đà, rồi đi du phương để tham vấn Phật pháp. Thời gian sau, Như Niệm đổi ý trở về trụ trì chùa Cô Tiên (Thanh Hóa). Còn sư thì đi đến chùa Vĩnh Phúc ở núi Côn Cương (Bắc Ninh) xin tham học với Thiền sư Minh Lương (? - ?, thuộc phái Lâm Tế, đời thứ 35), và được đặt pháp danh là Chân Nguyên.
Sau khi được tâm ấn, sư thọ giới Tỳ-kheo (Tỉ-khâu). Một năm sau, sư lập đàn thỉnh ba đức Phật (Thích-ca, A-di-đà, Di-lặc) chứng đàn, thọ giới Bồ-tát và đốt hai ngón tay nguyện hành hạnh Bồ-tát. Về sau, sư được truyền thừa y bát của thiền phái Trúc Lâm, làm Trụ trì chùa Long Động (tức chùa Lân, nay là Thiền viện Trúc Lâm Yên Tử) và chùa Quỳnh Lâm (Đông Triều, Quảng Ninh), là hai ngôi chùa lớn của phái.
Năm 1684, sư dựng đài Cửu Phẩm Liên Hoa tại chùa Quỳnh Lâm theo kiểu mẫu đài Cửu Phẩm Liên Hoa mà Thiền sư Huyền Quang đã dựng trước kia ở chùa Ninh Phúc (còn gọi là chùa Bút Tháp) ở Bắc Ninh.
Năm 1692, lúc 46 tuổi, sư được vua Lê Hy Tông triệu vào cung để tham vấn Phật pháp. Vua khâm phục tài đức sư, ban cho sư hiệu Vô Thượng Công (無上公) và cúng dàng áo ca-sa cùng những pháp khí để thờ tự .
Năm 1722, lúc 76 tuổi, sư được vua Lê Dụ Tông phong chức Tăng Thống và ban hiệu là Chính Giác Hòa Thượng (正覺和尚) .
Đến năm 1726, sư triệu tập đệ tử dặn dò và nói kệ truyền pháp như sau:
Phiên âm Hán-Việt:
Hiển hách phân minh thập nhị thì,
Thử chi tự tánh nhậm thi vi.
Lục căn vận dụng chân thường kiến,
Vạn pháp tung hoành chánh biến tri.
Dịch:
Bày hiện rõ ràng được suốt ngày,
Đây là tự tánh mặc phô bày.
Chân thường ứng dụng sáu căn thấy,
 Muôn pháp dọc ngang giác ngộ ngay 
Nói kệ xong, sư bảo chúng: "Ta đã 80 tuổi, sắp về cõi Phật". Đến tháng 10 năm ấy, sư nhuốm bệnh, đến sáng ngày 28 viên tịch, thọ 80 tuổi (tính theo tuổi ta). Môn đồ làm lễ hỏa táng thu di cốt (tín đồ gọi là xá lợi) chia thờ hai tháp ở chùa Quỳnh Lâm và chùa Lân (Long Động).
Thiền sư Chân Nguyên đã đào tạo được nhiều đệ tử ưu tú như Như Hiện, Như Sơn, Như Trừng...

## Tác phẩm
Theo nhà Phật học Lê Mạnh Thát, thì Thiền sư Chân Nguyên có đến 11 tác phẩm (trong số đó có những cuốn chưa thật chắc chắn):
- Tôn sư pháp sách đăng đàn thọ giới
- Nghênh sư duyệt định khoa
- Long thư Tịnh độ văn tự
- Long thư Tịnh độ luận, bạt, hậu tự
- Tịnh độ yếu nghĩa[9]
- Ngộ đạo nhân duyên
- Thiền tịch phú
- Thiền tông bản hạnh [10].
- Nam Hải Quan Âm bản hạnh
- Đạt Na thái tử hành
- Hồng mông Hành[11].

## Sách tham khảo
- Nguyễn Lang (tức Thiền sư Thích Nhất Hạnh), Việt Nam Phật giáo sử luận (tập 2). Nhà xuất bản Văn Học, 1992.
- Thích Thanh Từ, Thiền sư Việt Nam, Thành hội Phật giáo Thành phố Hồ Chí Minh xuất bản, 1992.
- Thích Tâm Tuệ, Lược sử Phật giáo Việt Nam. Thành hội Phật giáo Thành phố Hồ Chí Minh xuất bản, 1993.
- Nhiều người soạn (Nguyễn Tài Thư làm chủ biên), Lịch sử Phật giáo Việt Nam. Nhà xuất bản Khoa học xã hội, 1991.